# روس فيتزباتريك (لاعب هوكي الجليد)
روس فيتزباتريك هو لاعب هوكي الجليد كندي، ولد في 7 أكتوبر 1960 في بينتيكتون في كندا.

## وصلات خارجية
- روس فيتزباتريك على موقع دوري الهوكي الوطني (الإنجليزية)
- روس فيتزباتريك على موقع قاعة مشاهير الهوكي (لاعب أن.إتش.أل) (الإنجليزية)
- روس فيتزباتريك على موقع EliteProspects.com (الإنجليزية)
- روس فيتزباتريك على موقع HockeyDB.com (الإنجليزية)
- روس فيتزباتريك على موقع Hockey-Reference.com (الإنجليزية)